# NGC 1803
NGC 1803 is een balkspiraalstelsel in het sterrenbeeld Schilder. Het hemelobject werd op 28 december 1834 ontdekt door de Britse astronoom John Herschel.

## Synoniemen
- ESO 203-18
- IRAS 05041-4938
- PGC 16715